# Amancio, Cuba
Amancio là một đô thị ở tỉnh Las Tunas của Cuba. Thành phố này nằm ở phần tây nam cua tỉnh này và hướng ra vịnh Guacanayabo về phía nam.
Năm 2004, đô thị Amancio có dân số 41.523. Với tổng diện tích 857 km² (330,9 mi²), và mật độ dân số 48,5người/km² (125,6người/sq mi).